# Beck Mihály
Beck Mihály Tibor (Szőreg, 1929. november 14. – Budapest, 2017. július 31.) magyar kémikus, tudománytörténész, egyetemi tanár, a Magyar Tudományos Akadémia rendes tagja. Kutatási területe a fémkomplexek reakcióinak termodinamikai és kinetikai vizsgálata, a prebiotikus koordinációs kémia, illetve az oszcillációs reakciók. 1982 és 1989 között a Kossuth Lajos Tudományegyetem rektorhelyettese, 1987-ben megbízott rektora.

## Életpályája
1948-ban érettségizett, majd beiratkozott a Szegedi Tudományegyetem Természettudományi Karára, ahol 1952-ben vegyészdiplomát szerzett. Ezt követően az egyetemen Szabó Zoltán vezetése alatt működő Szervetlen és Analitikai Kémiai Tanszéken, az MTA reakciókinetikai tanszéki kutatócsoportjának munkatársaként dolgozott. 1963-ban a kutatócsoport osztályvezetője lett. 1965-ben az azóta József Attila Tudományegyetemmé átnevezett intézmény címzetes egyetemi tanárává avatta. 1968-ban átment a debreceni Kossuth Lajos Tudományegyetem Természettudományi Kar Fizikai Kémiai Tanszékére egyetemi tanári beosztásban, egyben átvette tanszékvezetői megbízását is. 1982-ben az egyetem rektorhelyettesévé választották, amely tisztségét 1989-ig töltötte be. Közben 1987-ben fél évig az egyetem megbízott rektora is volt. A tanszéket 1990-ig vezette. 1999-ben professor emeritusi címet kapott. Egyetemi munkái mellett az MTA Kémiai Kutatóközpont tudományos tanácsadója volt. Számos külföldi intézményben tett tanulmányutat: 1960–1961-ben hat hónapot töltött a Koppenhágai Egyetemen, majd később több hónapig az USA különböző egyetemein Fulbright-ösztöndíjasként oktatott.
1957-ben védte meg a kémiai tudományok kandidátusi, 1963-ban akadémiai doktori értekezését. Az MTA Fizikai-kémiai és Szervetlen Kémiai Bizottságának és a Debreceni Területi Bizottságnak lett tagja. 1973-ban megválasztották a Magyar Tudományos Akadémia levelező, 1979-ben pedig rendes tagjává. 1976 és 1985 között a Kémiai Tudományok Osztálya elnöke volt, ilyen minőségében részt vett az akadémia elnökségében, majd 1990-ig választott elnökségi tag volt. 1989 és 1994 között az MTA Tudományetikai Bizottságának elnöke, emellett bekerült az Anyanyelvünk Európában Elnöki Bizottságba és a Tudomány- és Technikatörténeti Komplex Bizottságba is. 1984-ben a Finn Tudományos Akadémia, 1988-ban a Mediterrán Tudományos Akadémia is felvette tagjai sorába. Akadémiai tisztségei mellett több évtizeden keresztül vezető tisztségeket töltött be az Elméleti és Alkalmazott Kémiai Nemzetközi Unióban (IUPAC). Számos tudományos szakfolyóirat munkájában vett részt, így többek között a Kémiai Közlemények (főszerk. 1976–1985), Scientometrics (főszerk. 1978–1985), illetve a Magyar Tudomány, a Journal of Coordination Chemistry és a Magyar Kémiai Folyóirat szerkesztőbizottságában.
Életének 88. évében, 2017. július 31-én elhunyt.

## Munkássága
Fő kutatási területe a fizikai kémia, a reakciókinetika és a koordinációs kémia, ezen belül a fémkomplexek reakcióinak termodinamikai és kinetikai vizsgálata, a prebiotikus koordinációs kémia, illetve az oszcillációs reakciók.
Több módszert dolgozott ki a komplexegyensúlyi állandók meghatározásához, illetve nevéhez fűződik annak tisztázása, hogy milyen kémiai okai vannak a rendhagyó koncentrációeloszlásoknak. Kimutatta a fémkomplexek lehetséges meghatározó szerepét a prebiotikus kémiai fejlődésben. Jelentős eredménye a nagy amplitúdójú pH-oszcilláció felfedezése. Több munkát írt kémiai reakciók mikrohullámú aktiválása, illetve a szerves oldószerek reakciói elektromos kisülések hatására területén. Fontos tudománytörténeti munkákat írt, például Than Károly életéről és munkásságáról, emellett jelentős tudományszervezői munkássága is.
Több mint háromszáz tudományos publikáció szerzője vagy társszerzője, ebből számos tudománytörténeti és tudományszociológiai munka. Közleményeit elsősorban magyar és angol nyelven adta közre. Mind máig kiemelkedő jelentőségű Komplex egyensúlyok kémiája c. könyve (1965), és annak angol nyelvű kiadása (Chemistry of Complex Equilibira, 1970).
Lényegre törő, közvetlen stílusú oktató, egyúttal iskolateremtő egyéniség volt: több munkatársa lett egyetemi tanár, ketten ma is az MTA rendes tagjai.

## Díjai, elismerései
- Akadémiai Díj (1964)
- Csernyajev-érem (1983)
- MTESZ díj (1984)
- Állami Díj (1985) – A komplex vegyületek képződésére, stabilitására és reakciók lefolyására vonatkozó törvényszerűségek feltárásáért, gyakorlati alkalmazásuk kidolgozásáért és eredményes tudományszervezési tevékenységéért.
- Szent-Györgyi Albert-díj (1992)
- Polányi Mihály-díj (1995)
- Arany János Közalapítvány Nagydíja (1999)
- A Magyar Köztársasági Érdemrend középkeresztje (2004)
- Debreceni Egyetem és a Szegedi Tudományegyetem díszdoktora
- Honoris causa (tiszteletbeli) Jedlik Ányos-díj (2010)
- Akadémiai Aranyérem (2016)

## Főbb publikációi
- Catalysis of Complex Formation Reactions (1960)
- Komplexvegyületek kémiája (1961, 1965, angolul 1970, 1989, oroszul 1970, 1989)
- Katalitikus jelenségek a komplex kémiában (1962)
- Proceedings of the Symposium on Coordination Chemistry (szerk., 1965)
- A kémia története (társszerzőkkel. 1969)
- Chemistry of Complex Equilibria (szerk., Budapest–London, 1970)
- Újabb eredmények a komplex egyensúlyok vizsgálatában (1972)
- One, Two and Three-dimensional Spatially Periodic Reactions (társszerző, Nature, 1972)
- Tudomány – áltudomány (1977, bővített kiadás 1978, ISBN 963-05-1257-2)
- Prebiotic Coordination Chemistry: The Possible Role of Transition Metal Complexes in the Chemical Evolution (1978)
- Rules Governing Concentration Distribution in Complex Equilibrium Systems (társszerző, 1980)
- Oscillations and Oligo-oscillations in Hydrogen Ion Concentrations (társszerző, 1985)
- Akadémiai kislexikon I–II. (társfőszerk. Peschka Vilmossal, 1989–1990, ISBN 963-05-5279-5)
- Reakciókinetika (Debrecen, 1990)
- Formation of PAHs and C60 as Intermediates in the Carbonization of Liquid Benzene and Toluene upon the Effect of Electric Discharges (társszerző, 1994)
- Solubility and Molecular State of C60 and C70 in Solvent and Solvent Mixtures (1998)
- Szabó Zoltán Gábor, 1908-1995 lhangzott: 2000. június 20.; MTA, Bp., 2001 (Emlékbeszédek az MTA elhunyt tagjai felett)
- Parajelenségek és paratudományok (2004, ISBN 963-05-5234-5)
- Than Károly élete és munkássága (2008)
- Humor a tudományban; Akadémiai, Bp., 2010 (Új polihisztor) ISBN 978-963-05-8869-0
- A kutatás kaland. Életút-beszélgetések Beck Mihállyal. Válogatott írások; interjúk Silberer Vera; Lexica, Bp., 2017 (Magyar tudósok)

## További irodalom
- Görömbölyi László: Tudósportré (1986)
- Gelencsér Judit: Beck Mihály. (Bibliográfia) (1989)
- Beck Mihály: Nobel-díj és a magyar Nobel-díjasok